# Every Avenue
Every Avenue é uma banda de pop punk americana de Marysville, Michigan, formada em 2003. A banda é composta por David Ryan Strauchman (vocal e piano), Joshua Withenshaw (guitarra), Jimmie Deeghan (guitarra e vocais de apoio), Matt Black (baixo, guitarra e vocais de apoio) e Dennis Wilson (bateria e percussão). A banda assinou contrato com a Fearless Records e lançou seu álbum de estréia, Shh. Just Go With It, em 2008. Foi acompanhada por seu segundo álbum, Picture Perfect, em 2009, que chegou ao número 136 na Billboard 200. Em 2011, a banda mais recentes e terceiro álbum intitulado Bad Habits foi lançado, e atingiu um pico de No. 63 na Billboard 200, sendo a posição da banda mais alta da tabela. Every Avenue já excursionou com bandas como Mayday Parade, All Time Low, The Maine e Boys Like Girls, e ter aparecido na Vans Warped Tour.

## Discografia

### Álbuns de estúdio
| Ano  | Título               |
| ---- | -------------------- |
| 2008 | Shh. Just Go with It |
| 2009 | Picture Perfect      |
| 2011 | Bad Habits           |